# 刘泽军
刘泽军（2002年04月—2022年6月10日），原名秦宇超，男，汉族，山西方山人，浙江省杭州市钱江消防救援站政府专职消防员、烈士、一等功臣。于2022年6月9日参加浙江杭州临平市场火灾事故救援负伤，2022年6月10日抢救无效牺牲。

## 生平
2002年4月，刘泽军出生于山西省方山县峪口镇韩家山村吴城局小组。刘泽军1岁时，父亲因事故去世，刘泽军和哥哥随母亲改嫁来到继父家。后刘泽军母亲被查出患有乳腺癌，辗转各大医院治疗，欠下几十万元借款，在刘泽军3岁时母亲因病去世，刘泽军哥哥选择回到家乡，而刘泽军则留在继父家中，由70岁的继祖父抚养。
2007年9月，刘泽军就读张家塔寄宿制小学，费用由校长高永宏承担。2010年，高永宏调任方山县横泉寄宿制小学担任校长，刘泽军随高永宏就读方山县横泉寄宿制小学至小学六年级毕业。2013年，刘泽军就读方山县第四中学。2016年，刘泽军就读山西省实验中学方山高中，高一时，刘泽军继祖父去世，刘泽军选择报名参军。
2019年5月，刘泽军退役后入职浙江省杭州市钱江消防救援站政府专职消防员。
2022年6月9日10时，在参加浙江省杭州市临平区东湖街道望梅路588号装饰城18幢2楼杭州互动冰雪文化旅游发展有限公司火灾救援中受伤，后被救出送医，于6月10日经抢救无效去世。

## 后事
2022年6月10日，方山县精神文明建设指导委员会追授刘泽军“方山榜样”称号。
2022年6月13日，应急管理部、浙江省人民政府决定，批准刘泽军为烈士。应急管理部消防救援局为刘泽军追记个人一等功。
2022年6月14日，烈士刘泽军骨灰安葬仪式在方山县散葬烈士墓园举行。